# George Pal Memorial Award
Le George Pal Memorial Award est une récompense spéciale cinématographique décernée par l'Académie des films de science-fiction, fantastique et horreur (Academy of Science Fiction Fantasy & Horror Films), lors de la cérémonie des Saturn Awards.
La première remise eut lieu en 1980, le prix fut ensuite décerné annuellement (de 1984 jusqu'en 2002) et, depuis cette date, uniquement un an sur deux (les années paires). Le prix est nommé en l'honneur de George Pal, réalisateur, scénariste et producteur américain d'origine hongroise, spécialiste de l'animation en volume ; la date de la première remise, 1980, correspondant à l'année de son décès.
Ce prix récompense habituellement, pour l'ensemble de leur carrière, des producteurs de films ou de séries ayant marqué les domaines de la science-fiction, du fantastique et de l'horreur. Mais, à certaines occasions, des non producteurs ont pu être aussi récompensées (comme, l'écrivain Ray Bradbury ou le créateur d'effets spéciaux Stan Winston). La remise du prix est fréquemment accompagnée d'une déclaration de l'Académie en l'honneur du récipiendaire.

## Palmarès

### Années 1980
- 1980 : John Badham
- 1981 - 1983 : Non décerné
- 1984 : Nicholas Meyer
- 1985 : Douglas Trumbull
- 1986 : Charles Band
- 1987 : Arnold Leibovit
- 1988 : Larry Cohen
- 1989 : Non décerné

### Années 1990
- 1991 : William Friedkin
- 1992 : Gene Roddenberry
- 1993 : Frank Marshall
- 1994 : Stan Winston, Gene Warren et Wah Chang
- 1995 : Robert Zemeckis
- 1996 : John Carpenter
- 1997 : Kathleen Kennedy
- 1998 : Dean Devlin
- 1999 : Ray Bradbury

### Années 2000
- 2000 : Douglas Wick
- 2001 : Sam Raimi
- 2002 : Samuel Z. Arkoff
- 2003 : Non décerné
- 2004 : Ridley Scott
- 2005 : Non décerné
- 2006 : Ray Harryhausen
- 2007 : Non décerné
- 2008 : Guillermo del Toro
- 2009 : Non décerné

### Années 2010
- 2010 : Roberto Orci et Alex Kurtzman
- 2011 : Frank Darabont
- 2012 : Martin Scorsese
- 2014 : Gregory Nicotero
- 2016 : Simon Kinberg